# Бекья, Фабиан
Фабиан Бекья (алб. Fabian Beqja; род. 15 февраля 1994, Дуррес, Албания) — албанский футболист. В 2011—2021 годах играл за албанский клуб «Теута». В 2014—2015 году находился в аренде у албанского клуба «Беса» в Кавае. В это же время выступал за молодёжную сборную Албании по футболу до 21 года. С 2021 года является полузащитником косовского клуба «Гилани».

## Клубная карьера
Клубную карьеру Фабиан Бекья начал в 2011 году в родном городе. В возрасте 17 лет он был принят в молодёжную команду местного клуба «Теута». Во время сезона 2011—12 года футболист забил 2 гола в 21 игре. Во время следующего сезона 2012—13 года он забил уже 15 голов в 27 играх. В сезоне 2013-14 года Фабиан Бекья был переведён во взрослую команду.
Дебютировал во взрослой команде 23 октября 2013 года в матче Кубка Албании по футболу «Теута» против «Беселидьи». Находился в стартовом составе. На 50-й минуте его заменил Эрйон Мустафай. Матч закончился победой «Теуты» со счётом 1-2. Дебют футболиста в первой лиге состоялся 8 декабря 2013 года в матче «Теута» против «Фламуртари», когда на 58-й минуте он вышел на замену, вместо Луиша Фернанду да Силвы. Матч закончился поражением «Теуты» со счётом 2-0.

## Международная карьера
Фабиан Бекья дебютировал на международной арене в составе молодёжной сборной Албании до 21 года 5 марта 2014 года в матче против молодёжной сборной Австрии до 21 года, когда на 63-й минуте он вышел на замену, вместо Гельбрима Таипи. Матч закончился выездной победой албанцев со счётом 1-3.